# Peter Nestler (Fußballspieler)
Peter Nestler (* 22. März 1951 in Bärenstein (Erzgebirge)) war Fußballspieler in der DDR. In der höchsten Fußballklasse Oberliga spielte er für die BSG Sachsenring Zwickau, mit der er 1975 Pokalsieger wurde. 
Nestler begann seine Fußball-Laufbahn bei der Betriebssportgemeinschaft (BSG) Fortschritt im Heimatort Bärenstein. Über die Bezirksjuniorenauswahl kam er zum Fußballschwerpunkt der Region, dem FC Karl-Marx-Stadt. Dort spielte er während der Saison 1972/73 mit der 2. Mannschaft in der zweitklassigen DDR-Liga.  Anschließend war er für eine Spielzeit beim DDR-Ligisten Motor Werdau. Im Juni 1974 wechselte Nestler zum benachbarten Oberligisten Sachsenring Zwickau. Dort wurde dem gelernten Werkzeugmacher ein Studium zum Maschinenbauingenieur ermöglicht. Sein erstes Oberligaspiel absolvierte der nur 1,66 m große Stürmer am 14. September 1974, als er in der Begegnung des 5. Spieltages in der 77. Minute für Mittelstürmer Hartmut Rentzsch eingewechselt wurde. Im November des Jahres verursachte der Abgang des Verteidigers Heinz Wohlrabe zum Militärdienst einen Umbau des Mannschaftsgefüges, mit dem Nestler nach zwei Oberligaspielen als Einwechselspieler einen Stammplatz als linker Außenstürmer erhielt. Bis zum Ende seiner ersten Oberligasaison wurde Nestler in insgesamt 20 Oberligapunktspielen eingesetzt und erzielte vier Tore. 
Außerdem bestritt Nestler alle sieben Spiele um den DDR-Fußballpokal, mit denen Sachsenring Zwickau in das Pokalendspiel gelangte. Auch im Finale wurde Nestler auf seiner Stammposition Linksaußen eingesetzt und erzielte in der letzten Minute der Verlängerung den 2:2-Ausgleich, mit dem seine Mannschaft die Chance des anschließenden Elfmeterschießens bekam. Dieses gewann Sachsenring mit 4:3 und holte sich damit zum dritten Mal den FDGB-Pokal, für Nestler war es der erste Titelgewinn. In den anschließenden Spielen um den Europapokal der Pokalsieger, mit denen die Sachsenring-Mannschaft unter Ausschaltung so prominenter Mannschaft wie AC Florenz und Celtic Glasgow bis in das Halbfinale kam, konnte Nestler in vier der acht Begegnungen eingesetzt werden, da er sich im Oktober 1975 verletzt hatte. Im Halbfinale gegen den RSC Anderlecht (0:3, 0:2) wurde er im Hinspiel eingewechselt und spielte in Anderlecht als Mittelstürmer. 
Bis zum Winter 1978 war Nestler unangefochten der Linksaußenstürmer bei Sachsenring Zwickau. In der Saison 1976/77 wurde er mit sechs Meisterschaftstoren Zwickaus bester Torschütze. Zum Ende des Jahres 1978 beendete Nestler erst 27-jährig seine Oberligalaufbahn, in der er innerhalb von viereinhalb Jahren 94 von 117 Spielen in der Oberliga absolvierte und dabei 19 Tore erzielte.
Vom März 1978 an spielte Nestler wieder für seine frühere Sportgemeinschaft Motor Werdau, die nach wie vor in der DDR-Liga vertreten war. Auch hier wurde er zunächst für den Angriff vorgesehen, ab 1980/81 wurde er jedoch für das Mittelfeld nominiert. Zur Saison 1982/83 wechselte Nestler zum DDR-Ligisten Wismut Gera, wo er ebenfalls eine Rolle im Mittelfeld übernahm. Noch während der laufenden Spielzeit 1983/84 verließ Nestler Gera und schloss sich dem Viertligisten Chemie Greiz an, dem er noch im Sommer 1984 zum Aufstieg in die Bezirksliga Gera verhalf. 1988 beendete Nestler in Greiz seine Laufbahn als Fußballspieler.